# Potarzyca (powiat gostyński)
Potarzyca – wieś w Polsce położona w województwie wielkopolskim, w powiecie gostyńskim, w gminie Krobia.

## Historia
Wieś pierwotnie związana była z Wielkopolską. Istnieje co najmniej od początku XVI wieku. Wymieniona została w dokumencie z 1510 jako „Potarzicza”, 1563 „Potarzyca”, 1564 „Potharzycza”, 1571 „Potarzycze”.
Miejscowość była początkowo wsią kościelną należącą do kleru, własnością biskupstwa poznańskiego leżącą w kluczu krobskim. W 1510 leżała w powiecie kościańskim Korony Królestwa Polskiego w parafii Krobia.
Odnotowano ją również w historycznych rejestrach poborowych. W 1510 w Potarzycy było 7 łanów osiadłych oraz 5 łanów opuszczonych, a także 4 łany sołeckie. Mieszkańcy płacili meszne dla plebana w Krobi. W 1530 pobrano podatki od 4 łanów. W 1563 od 8,5 łana, karczmy dorocznej oraz od trzech komorników.
W 1564 wieś Potarzyca leżała w kluczu krobskim. Z 8,5 łana osiadłego mieszkańcy płacili po jednej grzywnie i 8 groszy czynszu oraz w naturze po 4 ćwiertnie owsa, dwa kapłony, dwa koguty oraz 10 jaj. Każdy kmieć osiadły dawał też dwa grosze daniny zwanej „krowne”. Karczmarz płacił jeden złoty. Płacono także w naturze opłatę zwaną „wiecne”, a ponadto kmiecie z tego tytułu dawali w naturze po kogucie. W sumie wieś płaciła w tym roku 10,5 grzywny 19 groszy, dwa małdraty i 10 ćwiertni owsa czynszowego, 17 kapłonów, 17 kogutów oraz 85 jaj. Folwark w Potarzycy miał 9,5 łana osiadłego. Jesienią role folwarczne powinny być wysiewane ok. 9 małdratów zboża, a w rzeczywistości wysiewano około 6 małdratów. Obok folwarku znajdowały się 3 małe oraz jeden duży ogród, były też łąki, z których zbierano około trzech stogów siana.
Wieś Potarzyca położona była w 1581 roku w powiecie kościańskim województwa poznańskiego w Rzeczypospolitej Obojga Narodów.
Wskutek II rozbioru Polski w 1793, miejscowość przeszła pod władanie Prus i jak cała Wielkopolska znalazła się w zaborze pruskim. W okresie Wielkiego Księstwa Poznańskiego (1815-1848) miejscowość należała do wsi większych w ówczesnym pruskim powiecie Kröben (krobskim) w rejencji poznańskiej. Potarzyca należały do okręgu ekonomii Krobia tego powiatu i stanowiły część majątku Chumiętki, którego właścicielem był wówczas rząd pruski w Berlinie. Według spisu urzędowego z 1837 roku wieś liczyła 197 mieszkańców, którzy zamieszkiwali 25 dymów (domostw).
W latach 1975–1998 miejscowość należała administracyjnie do województwa leszczyńskiego.
Dominuje tu krajobraz rolniczy z przewagą upraw buraków cukrowych, zboża i truskawek.
Zobacz też: Potarzyca, Krobia